# المشهد (النادرة)

تعديل مصدري - تعديل

المشهد محلة تابعة لقرية ذي الدرب، التابعة لعزلة شعب المريسي بمديرية النادرة إحدى مديريات محافظة إب في الجمهورية اليمنية، بلغ تعداد سكانها 68 حسب تعداد اليمن لعام 2004.